# Entedon bouceki
Entedon bouceki är en stekelart som beskrevs av Jean-Yves Rasplus 1990. Entedon bouceki ingår i släktet Entedon och familjen finglanssteklar.
Artens utbredningsområde är Elfenbenskusten. Inga underarter finns listade i Catalogue of Life.